# Nitrosylfluorid
Nitrosylfluorid är en kemisk förening med formeln FNO.

## Egenskaper
Nitrosylfluorid är ett starkt oxidationsmedel och kan angripa metaller och bilda fluorider.
{\displaystyle {\rm {{\mathit {n}}\ NOF+{\mathit {M}}\rightarrow {\mathit {M}}F_{\mathit {n}}+{\mathit {n}}\ NO}}}
Nitrosylfluorid hydrolyseras i vatten och sönderfaller i salpetersyrlighet (HNO2) och vätefluorid (HF).
{\displaystyle {\rm {NOF+H_{2}O\rightarrow HNO_{2}+HF}}}

## Framställning
Det finns många möjliga sätt att framställa nitrosylfluorid. Det effektivaste är att reagera nitrosylsvavelsyra (HSO4NO) med fluorvätesyra (HF).
{\displaystyle {\rm {HSO_{4}NO+HF\rightarrow FNO+H_{2}SO_{4}}}}
Andra metoder bygger på direkt fluorinering av kväveoxid eller termiskt sönderfall av trifluornitrometan (CF3NO2).

## Användning
Nitrosylfluorid används som fluorinerings- och nitreringsmedel. Den kan bland annat konvertera alkoholer till nitroföreningar.
{\displaystyle {\rm {{\mathit {R}}OH+FNO\rightarrow {\mathit {R}}NO_{2}+HF}}}